# Кућа у Змај Јовиној улици бр. 23 у Новом Саду
Кућа у Змај Јовиној улици број 23 у Новом Саду споменик је културе под заштитом државе од 1997. године.
Кућа је пројектована 1852. године за власницу Марту Кузмановић. Пројекат је потписао градитељ Чик Јожеф, а одобрио га Јохан Ротер. Претпоставља се да и она, као и многе куће у центру града, почива на темељима старије, страдале у Буни 1849. године.
Изграђена је на уличној регулацији, у низу, са основом правилног ћириличног слова П. Улична фасада је симетрично организована са, у средиште постављеним, полуобличасто засведеним „ајфорт пролазом”. Лук изнад капије следи традицију кућа прелазног барокно-класицистичког, па и бидермајер стила. Изведен је у форми портика са по једним јонским стубом са сваке стране. Над њим је плитко избачен балкон, поплочан ружичастим каменом. Ограда је од кованог гвожђа са мотивима биљне стилизације, занатски вез изведен такође у духу бидермајера. Са сваке стране балкона су по три прозора надвишена архитравним фронтовима на витким конзолама.
Приземље је под сферним сводовима. Десно и лево од ајнфорта је по један простран локал. На спрату, у стамбеном простору сачувана су два алковна са дорским стубовима. Главне собе су са улице, док су у дугачким крилима помоћне просторије и мањи станови за издавање. Дуж дворишних фасада комуникативни балкон на волутасто профилисаним конзолама. При крају, крила су спојена са мостом, који омогућава кружну комуникацију станара, а што је раритетно сачуван архитектонски мотив у градитељском наслеђу Новог Сада. Рестаурација уличне фасаде изведена је 2003. године, али су дворишни објекта у великој мери девастирани.